# Oconaluftee Valley
Oconaluftee ist ein Flusstal in den Great Smoky Mountains in North Carolina, im Südosten der Vereinigten Staaten von Amerika. Das ehemalige Cherokee-Dorf und Gemeinde in den Appalachen im Talgrund sind heute der Hauptzugang zum Great-Smoky-Mountains-Nationalpark in North Carolina. Das Oconalufteegebiet verläuft entlang des Oconaluftee River, das sich von Smokemont im Norden bis zum südlichen Ende des Qualla Boundary hin erweitert. Das Qualla Boundary bildet den größten Teil des staatlichen land trusts, der als Reservation für den Eastern Band of Cherokee Indians dient. Das Nationalparkgelände im Tal des Oconaluftee beheimatet das Oconaluftee Besucherzentrum, Mingus Mill und das Mountain Farm Museum. Ein großer Teil des Gebietes gehört zum Oconaluftee Archaeological District, das im National Register of Historic Places gelistet ist.

## Geologie

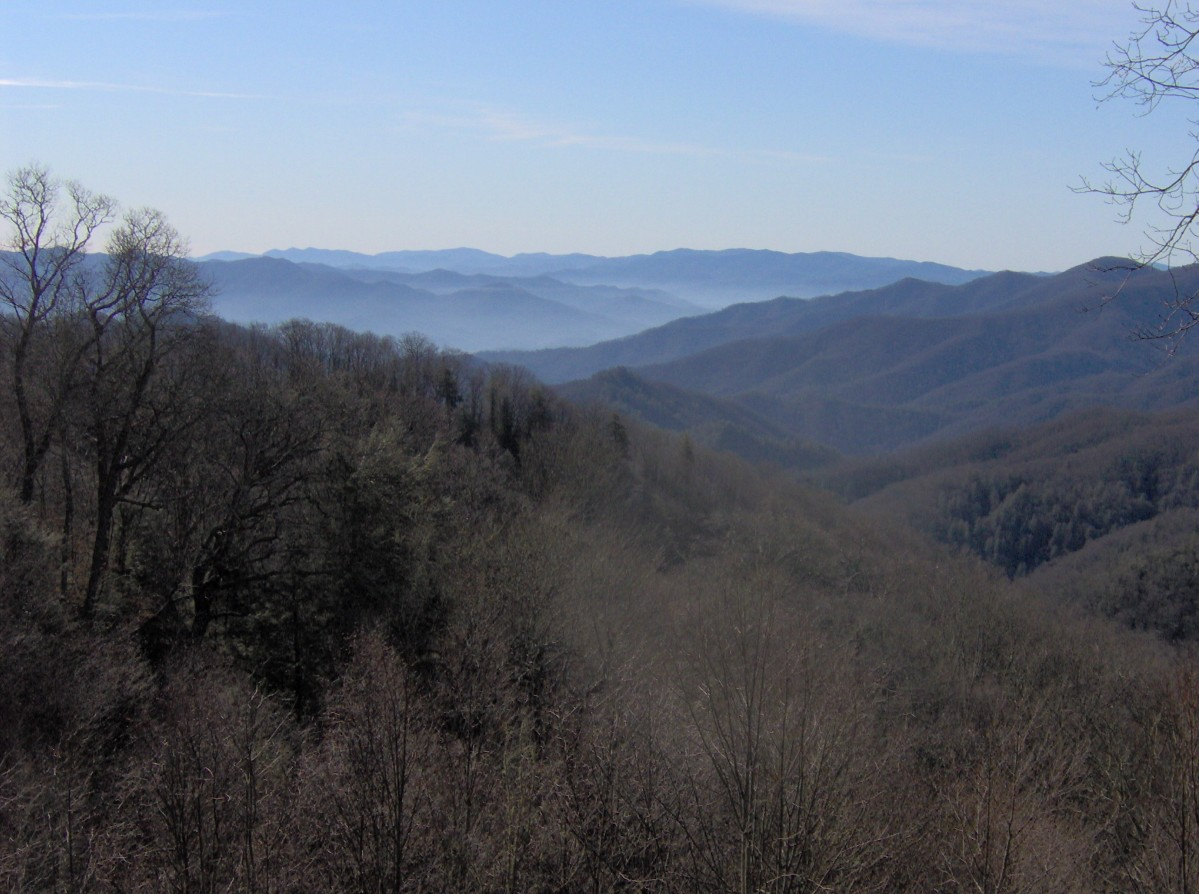
Deep Creek Valley, Teil der Oconaluftee Wasserscheide

Nahe Newfound Gap bilden eine Reihe kleiner Bäche und Quellen den Beech Flats Prong. Dieser fließt südlich entlang der südlichen Basis des Mount Kephart, fällt über 16 Kilometer rund 600 Meter ab, ehe er sich mit dem Kephart Prong, Kanati Fork und Smith Branch zum Oconaluftee River vereinigt. Der Oconaluftee fließt weiter südwärts und schneidet dabei ein Tal zwischen das Richland Mountain Massiv im Osten und das Thomas Ridge Massiv im Westen. Der Zusammenfluss mit dem Bradley Fork bei Smokemont erhöht deutlich die Wassermenge, mit dem Ergebnis eines sich weitenden Tals. Nahe der Grenze des Parkes hat sich eine größere Ebene durch den Zusammenfluss mit dem Raven Fork gebildet hat, der von Nordosten kommt. Nach Cherokee wendet sich der Fluss auf dem Weg zu seiner Mündung in den Tuckasegee River bei Bryson City gegen Westen.
Die Steinformationen unterhalb des Gebietes rund um den Zusammenfluss von Oconaluftee und Raven Fork sind die ältesten offenliegenden Steine im Osten der Vereinigten Staaten. Die Formation, die überwiegend im Präkambrium aus Orthogneis entstand, wurde vor über einer Milliarde Jahren durch Meeressedimente und magmatisches Gestein gebildet. In höheren Lagen des Tals bestehen die Steinformationen aus metamorphem Gestein aus dem späten Präkambrium. Dieses Gestein bildete sich vor 400 Millionen Jahren aus Meeressedimenten, als die Nordamerikanische und die Afrikanische Platte zusammenstießen und die Appalachen entstanden. Die Greenbrier Fault kreuzt den Oconaluftee River zwischen Tow String Creek und Mingus Creek und teilt das Basisgestein von der Formation aus dem späten Präkambrium. Beide Gesteinsschichten sind entlang der U.S. Route 441 zwischen Newfound Gap und Cherokee sichtbar.

## Geschichte

### Frühe Geschichte

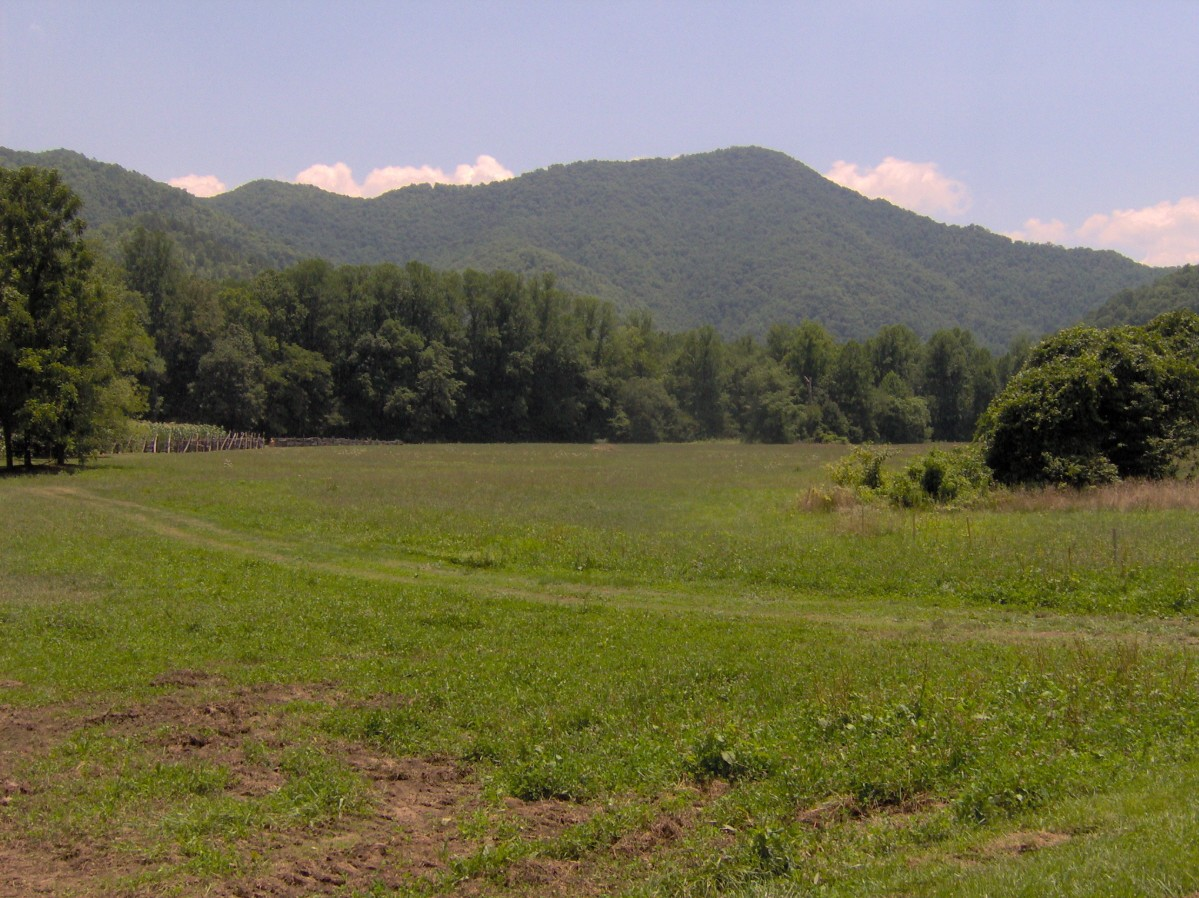
Die Oconaluftee Talsohle mit dem Rattlesnake Mountain im Hintergrund.

Die Cherokee betrachteten das Wasser des Oconaluftee als heilig. Dora Woodruff Cope, die um 1900 im Tal des Oconaluftee lebte, erinnerte sich an eine Legende, die ihre Cherokee-Nachbarn ihr erzählten:
... part of the river was called Ya'nu-u'nata wasti'yi, "Where the bears wash." It was a deeper part of the river, where all the animals came to wash and heal their wounds when they had been hurt by hunters. No white person had ever seen this place because evil had blinded us to its existence. The animals knew how to find it, and diving into it meant instant healing.
... ein Teil des Flusses wurde Ya'nu-u'nata wasti'yi genannt, "Wo sich die Bären waschen." Es war ein tieferer Teil des Flusses, an den die Tiere kamen, um sich zu waschen und ihre Wunden zu heilen, die ihnen von den Jägern zugefügt wurden. Kein weißer Mensch hat diesen Platz je gesehen, weil das Böse uns für diesen Ort blind gemacht hat. Die Tiere wussten, wie der Platz zu finden ist, und dort einzutauchen bedeutete sofortige Heilung.
Der Ausdruck Oconaluftee wurde vom Namen des Cherokee-Dorfes Egwanulti abgeleitet, was soviel bedeutet wie beim Fluss, und erscheint auch in den Tagebüchern John Bartrams von 1775. Wo genau das Dorf lag, ist unbekannt, obwohl der Anthropologe James Mooney davon ausging, es sei in der Nähe des heutigen Birdtown, zwischen Cherokee und Bryson City, gelegen. Archäologische Nachweise haben eine Cherokee-Siedlung am Oconaluftee, nördlich des Qualla Boundary, gezeigt, knapp innerhalb des heutigen Nationalparks. Obwohl die Cherokee überall in den Smoky Mountains lebten, ist dies die einzig bekannte dauerhafte Siedlung der Cherokee innerhalb des Parks. Das Dorf wurde wahrscheinlich 1776 von der Armee General Griffith Rutherfords während des Amerikanischen Unabhängigkeitskrieges zerstört.

### 19. Jahrhundert

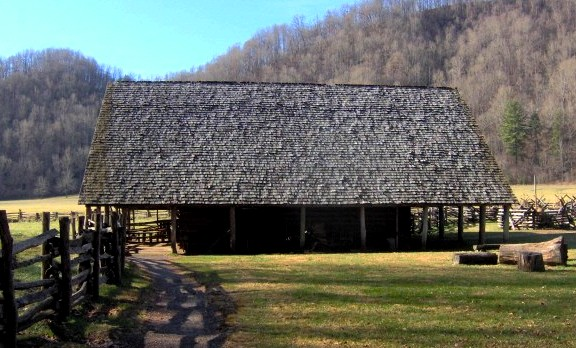
Enloe Barn im Oconaluftee Mountain Farm Museum

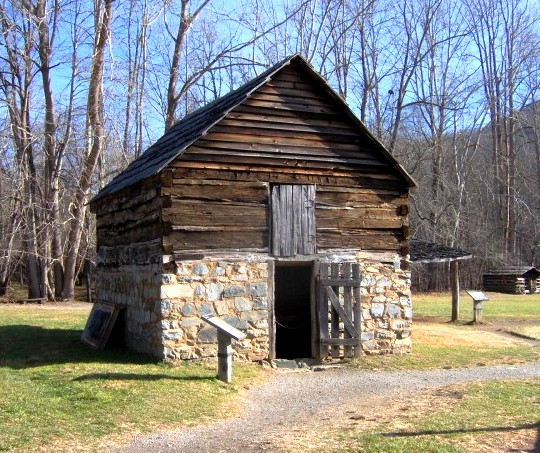
Messer's Applehouse (dt. Apfelhaus), Äpfel wurden in der Region roh gegessen oder zu Apfelbutter oder Cider verarbeitet.

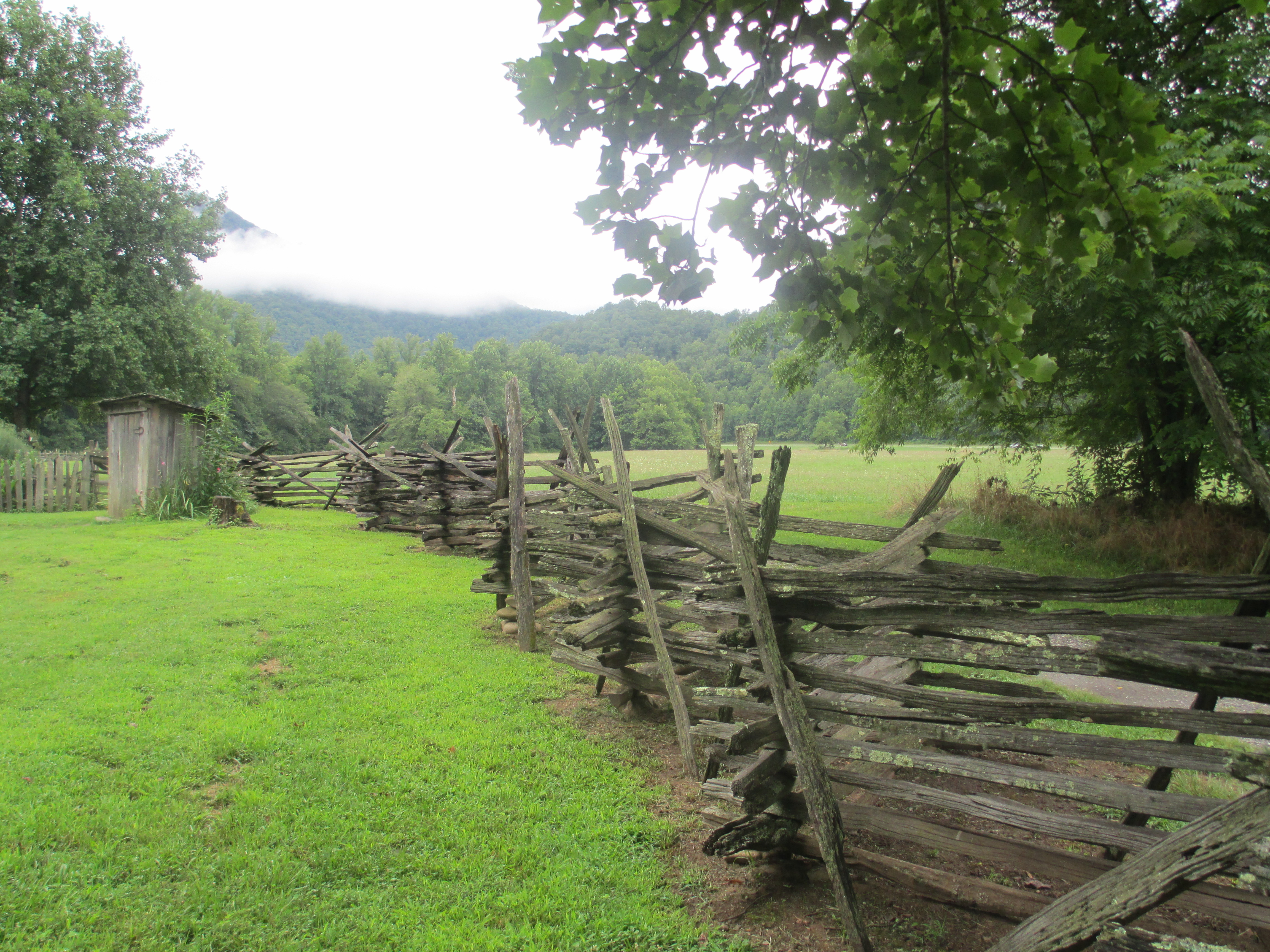
Zaun aus dem 19. Jahrhundert im Mountain Farm Museum

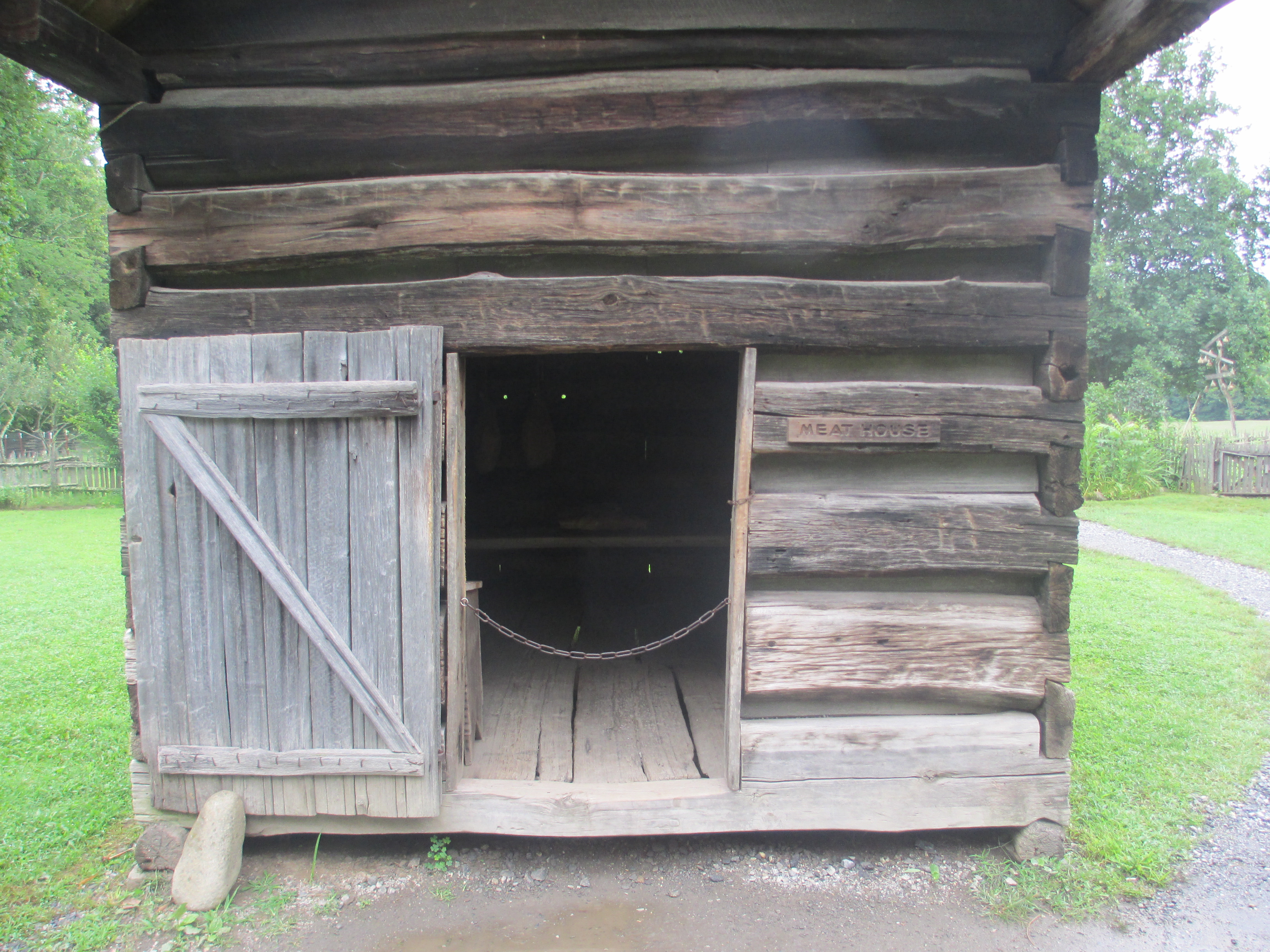
Fleischlagerhaus, überwiegend für Schweinefleisch, im Mountain Farm Museum

John Jacob Mingus (ca. 1774–1852), der in den 1790ern im Oconaluftee ankam, war der erste euro-amerikanische Siedler im Tal und der erste, der innerhalb der Grenzen des heutigen Nationalparks siedelte. Mingus erwarb das Land von Felix Walker, einem Landspekulanten und späteren Kongressmitglied in North Carolina. Mingus zog durch die südlichen Appalachen, während seine Nachfahren bis zur Eröffnung des Parks in der Gegend blieben.
Auf Mingus folgte Abraham Enloe (1770–1840), der stromabwärts von den Mingus siedelte. Dank seiner auffälligen Ähnlichkeit mit Abraham Lincoln glaubten viele Einheimische, er sei der Vater des Präsidenten. Spätere euro-amerikanische Siedler waren Isaac Bradley (1772–1855), dessen Familie in der Nähe des Flusses lebte, der heute seinen Namen trägt, und Aden Carver (1844–1945), der nahe Smokemont lebte.
1831 gründete Enloe mit William Holland Thomas (1805–1893) die Oconaluftee Turnpike Company, um den Indian Gap Trail von Oconaluftee bis zum Kamm der Smokies zu einer Straße auszubauen und die Salpeter-Minen am Mount Le Conte zu erreichen. Der erste Zöllner der Straße, Robert Collins, führte später Arnold Guyot bei seinen Expeditionen zu den Gipfeln der Smokies. Mount Collins, zwischen Kuwohi und Newfound Gap wurde nach ihm benannt.
Thomas, Sohn weißer Eltern, wurde vom Häuptling Yonaguska adoptiert und übernahm die Kontrolle über die wirtschaftlichen Angelegenheiten der Cherokee in den 1830ern. Seine Landkäufe für den Stamm beinhalteten das Qualla Boundary, das die Grundlage der staatlichen Trusts für die Cherokee wurde. Nach dem Vertrag von New Echota von 1835, der die Entfernung der Cherokee von allen östlichen Gebieten besiegelte, ging Thomas nach Washington, D.C. und argumentierte erfolgreich, dass die Cherokee als Landbesitzer Bürger von North Carolina seien und der Vertrag sie nicht beträfe. 1868 wurde der Eastern Band als eigenständiger Stamm anerkannt.

### 20. Jahrhundert
Im späten 19. Jahrhundert führten Erfindungen wie die Bandsäge und die Waldbahn zu einem Boom der Holzwirtschaft in den südlichen Appalachen. Mit Basiscamps in Smokemont schlugen die Three M Lumber Company und später die Champion Fibre Company große Teile des Waldes im Oconaluftee-Tales, ehe die Great Smoky Mountains Park Commission in den 1930ern ihre Verträge aufkauften. 1925 zerstörte ein verheerender Waldband die trockenen Überreste des Holzeinschlags und versengte die Abhänge der Smoky Mountains.
Nach der Einrichtung des Nationalparks wurde ein Camp des Civilian Conservation Corps (CCC) in Smokemont aufgebaut, um Straßen und Wanderwege zu bauen. 1937 restaurierte das CCC die Mingus Mill, eine große, von Turbinen betriebene Getreidemühle am Mingus Creek. In den 1950ern wurde eine Reihe von Holzbauten in ein Gebiet neben dem Besucherzentrum verlegt, um das Mountain Farm Museum einzurichten, das sich dem Leben der Pioniere in den Appalachen widmet.

## Heutiger Aufbau

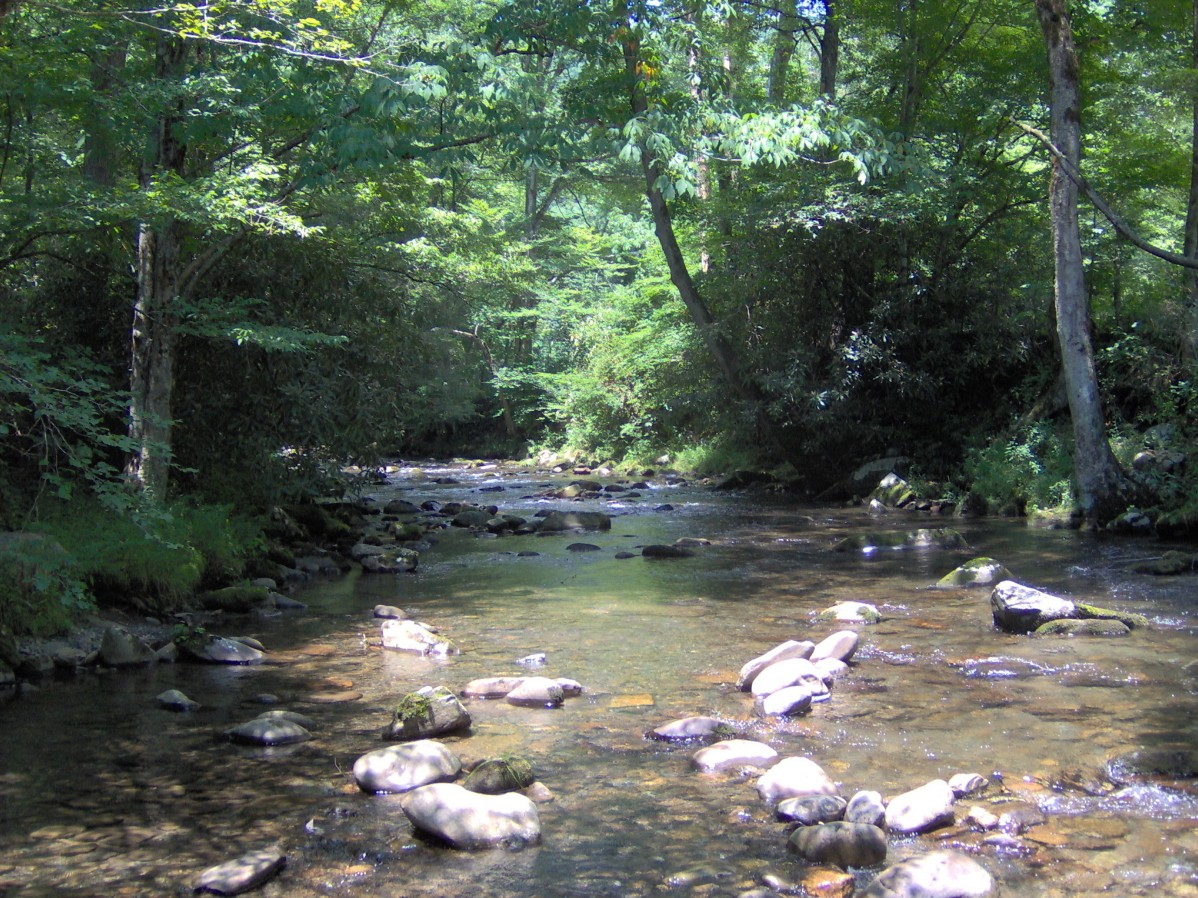
Bradley Fork bei Smokemont

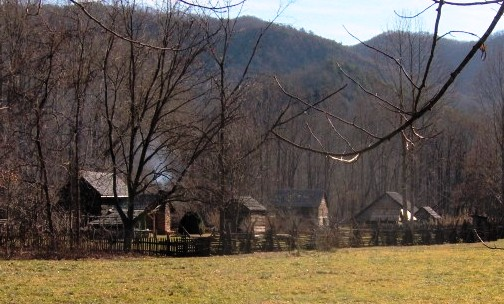
Mountain Farm Museum

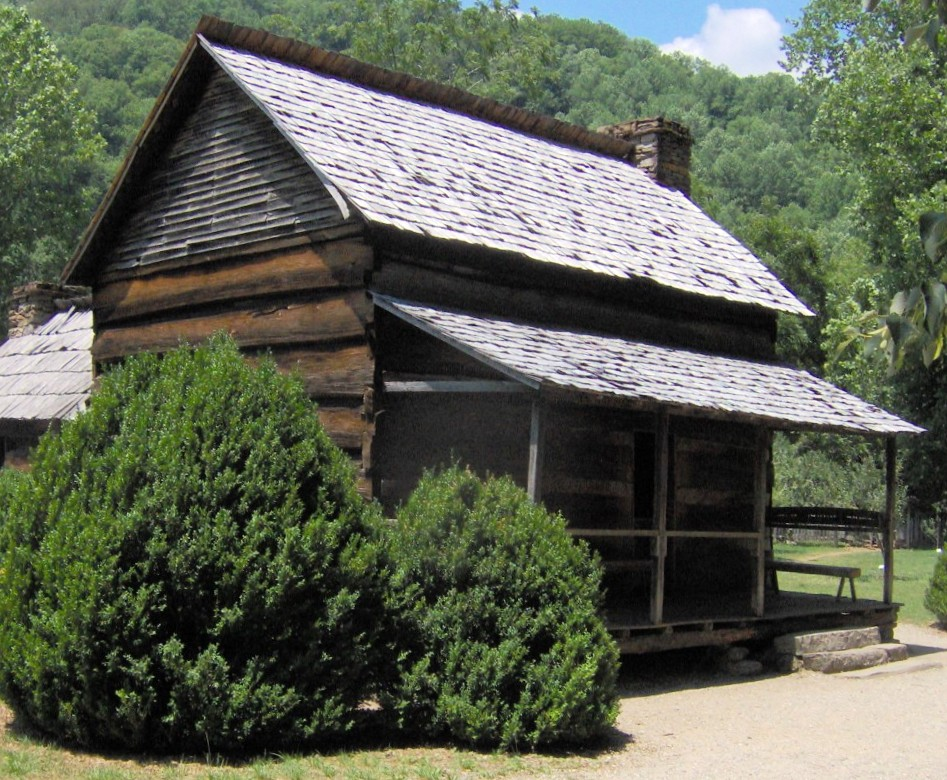
John Davis Cabin

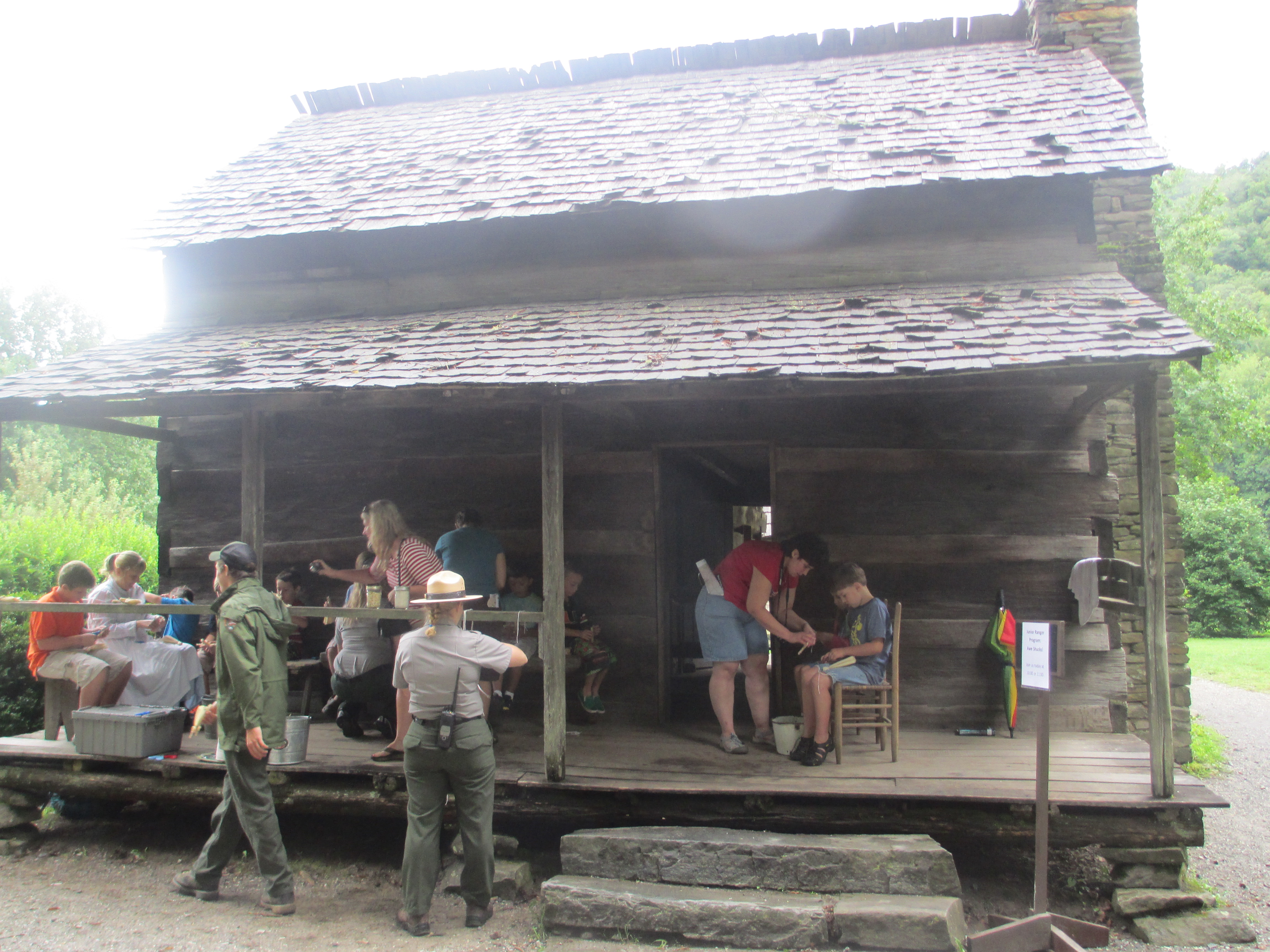
Studierende bei einer Exkursion beim John Davis Cabin (Juli 2012)

Zusammen mit den historischen Bauten im Gebiet des Oconaluftee-Besucherzentrums unterhält der Parkservice einen großen Zeltplatz am früheren Holzfällerlager bei Smokemont. Das kleine Bergdorf Tow String liegt zwischen dem Nationalpark und dem Qualla Boundary oberhalb des Tals. Der südliche Abschnitt des Blue Ridge Parkway trifft auf das südliche Ende des Tals, nahe dem Zusammenfluss von Oconaluftee und Raven Fork.
Eine 32 Kilometer lange Abzweigung des Fernwanderwegs Mountains-to-Sea-Trail verbindet Oconaluftee mit dem Appalachian Trail nahe dem Gipfel des Kuwohi. Der Bradley Fork Trail folgt dem Bradley Fork zur Ebene zwischen Hughes Ridge und Richland Mountain. Ab Charlies Bunion folgt der Dry Sluice Gap Trail nordwärts zur Kammlinie der Smokies,
1982 wurde das Tal als Oconaluftee Archaeological District in das National Register of Historic Places aufgenommen.

### Mingus Mill
Mingus Mill (dt. Mingus-Mühle) wurde 1886 vom Mühlenbauer Sion Thomas Early aus Sevier County, Tennessee, gebaut. Early übernahm die Arbeiten für John Mingus, einen Sohn von John Jacob Mingus. Early stellte die Mühle innerhalb von drei Monaten fertig, die Kosten betrugen 600 $. Die Mühle arbeitete bis zur Übernahme durch den National Park Service 1934 im Groß- und Einzelhandel. Die Mühle wurde 1937 restauriert, blieb während des Zweiten Weltkrieges geschlossen und wurde 1968 wieder eröffnet. Aden Carver, der in den 1850ern in Oconaluftee ankam, half Early beim Bau der Mühle 1886. Als die Mühle 1937 restauriert wurde, half der über 90-jährige Carver beim Wiederaufbau.
Die zwei Turbinen, die die Energie für die Mühle erzeugen, werden durch Wasser angetrieben, das Wasser wird vom Mingus Creek über einen Kanal und Holzrinnen zu den Turbinen geleitet. Eine Eisenstange verbindet die Turbinen mit den Mühlsteinen im Erdgeschoss, dem Getreidereiniger und einer Siebanlage im ersten Stock. Weizen oder Mais wird zunächst über ein Förderband zum Getreidereiniger geführt, der im Wesentlichen aus einem Ventilator besteht, der das Getreide von Dreck oder anderen Verunreinigungen trennt. Danach fällt es zurück ins Erdgeschoss und wird zu den Mühlsteinen gebracht, die es zu Mehl oder Maismehl vermahlen. Das Mehl wird dann in den ersten Stock zurückgebracht und dort durch verschiedene Gewebe in die verschiedenen Mahlgrade getrennt. Obwohl die Turbinen nicht so fotogen sind wie die klassischen außen angebrachten Mühlräder wie beispielsweise das an der Cable Mill in Cades Cove, sind die Turbinen wesentlich effizienter als die Mühlräder und benötigen zum Betrieb weniger Wasser.

### Oconaluftee Visitor Center
Das ursprüngliche Besucherzentrum in Oconaluftee wurde 1940 durch das CCC als Station für die Parkranger und als Gerichtssaal für den Magistrat erbaut. Das Gebäude aus Holz und Stein sollte ab 1947 nur übergangsweise als Besucherzentrum dienen, das neue Besucherzentrum mit zwei Gebäuden wurde jedoch erst 2011 fertiggestellt und am 15. April eingeweiht. Die Great Smoky Mountains Association zahlte drei Millionen Dollar für das Zentrum und die Sanitäranlagen, die Friends of the Smokies spendeten eine weitere halbe Million für die Ausstellung im Besucherzentrum. Trotter & Associates Architects, LLC waren die für den Bau verantwortlichen Architekten. Für das Projekt wurden keine öffentlichen Gelder verwendet, also wurden alle Kosten von den beiden Gruppen übernommen und die Gebäude anschließend dem Park gespendet. Das Besucherzentrum ist ganzjährig geöffnet, und nach 64 Jahren "vorübergehender" Nutzung wurde das ursprüngliche Gebäude seinem Zweck zugeführt. Direkt im Süden liegt das südliche Ende des Blue Ridge Parkway, der im Winter, im Gegensatz zum Park und dem Besucherzentrum, normalerweise gesperrt ist.

### Mountain Farm Museum
Direkt neben dem Besucherzentrum liegt das Mountain Farm Museum. Das Museum ist eine Sammlung verschiedener Holzgebäude von verschiedenen Stellen des Parks. Zweck ist die Darstellung eines typischen Bergbauernhofes der frühen Siedler in den Appalachen. Während Frühling und Sommer werden die Gärten bepflanzt, Geflügel läuft auf dem Gelände umher. Nachdem die meisten Gebäude nicht vollständig intakt umgesetzt werden konnten, können sie nicht in das National Register of Historic Places, jedoch werden die Gebäude vom Parkservice nach den Regeln für die Denkmalpflege erhalten.
Gebäude des Mountain Farm Museum:
John Davis Cabin, erbaut 1900. Diese Hütte stand ursprünglich am Indian Creek etliche Kilometer im Westen und oberhalb von Bryson City. Der Erbauer John Davis zog 1885 in die Region, um sein Vieh im Freiland zu halten. Die Hütte wurde mit zusammenpassenden Walnussstämmen erbaut und mit Schwalbenschwanzverbindern zusammengesetzt.
Enloe Barn eine Scheune, die von Abraham Enloes Enkelsohn Joseph um 1880 gebaut wurde. Er war auch der Besitzer des Grundstückes, auf dem sich heute das Museum befindet. Die Enloes verkauften ihre Farm 1917 an die Familie Floyd. Diese relativ große Scheune beherbergte im unteren Stockwerk Vieh und im oberen Geschoss Getreide und Futter. Dies ist das einzige Gebäude, das ursprünglich im Tal gelegen war, und es wurde nur rund 180 Meter von seinem Standort versetzt. Das Dach besteht aus über 16.000 handgespaltenen Schindeln.
Messer Applehouse, von Will Messer im Cataloochee Valley erbaut, einem Tal, das innerhalb des Nationalparks auf der anderen Seite des Cataloochee Mountain im Osten liegt. An seinem ursprünglichen Standort lag das Gebäude teilweise unter der Erde, um es vor der winterlichen Kälte und der Sommerhitze zu isolieren.
Das Meathouse, direkt hinter dem Cabin, stammt ebenfalls aus dem Cataloochee Valley. Um Fleisch, insbesondere Schweinefleisch haltbar und schmackhafter zu machen, wurden sie im Fleischhaus geräuchert.
Das Baxter/Jenkins Chickenhouse, ein von Willis Baxter im späten 19. Jahrhundert erbautes Hühnerhaus. Der frühere Standort lag am Fuß des Maddron Bald zwischen Greenbrier und Cosby (Tennessee). Die dazugehörige Baxter Hütte steht noch am alten Platz.
Der Blacksmith shop, eine Schmiede, wurde um 1900 im Cades Cove errichtet.
Das Springhouse wurde aus dem Cataloochee Tal versetzt und diente der Kühlung von Lebensmitteln.
Zwei Corn cribs, erbaut um 1900, wurden vom Thomas Divide nördlich von Bryson City auf das Museumsgelände gebracht. Das Dach der Kornkrippen konnte abgenommen werden, um die Ernte einzubringen, die kleineren Mengen für die Mühle wurden durch kleine, quadratische Fenster in der Seitenwand entnommen.
Andere Gebäude im Museum sind ein Schweinepferch, eine Hirsepresse, eine Seifensiede, ein Holzunterstand und ursprüngliche Zäune aus der Region.

### Oconaluftee Indian Village
Das Oconaluftee Indian Village (dt. Oconaluftee Indianerdorf) wird von der Cherokee Historical Association auf den Hängen des Rattlesnake Mountain innerhalb des Qualla Boundary betrieben. Das Freilichtmuseum ist eine Nachbildung eines typischen Cherokeedorfes aus der Mitte des 18. Jahrhunderts.

## Galerie

### Mingus Mill

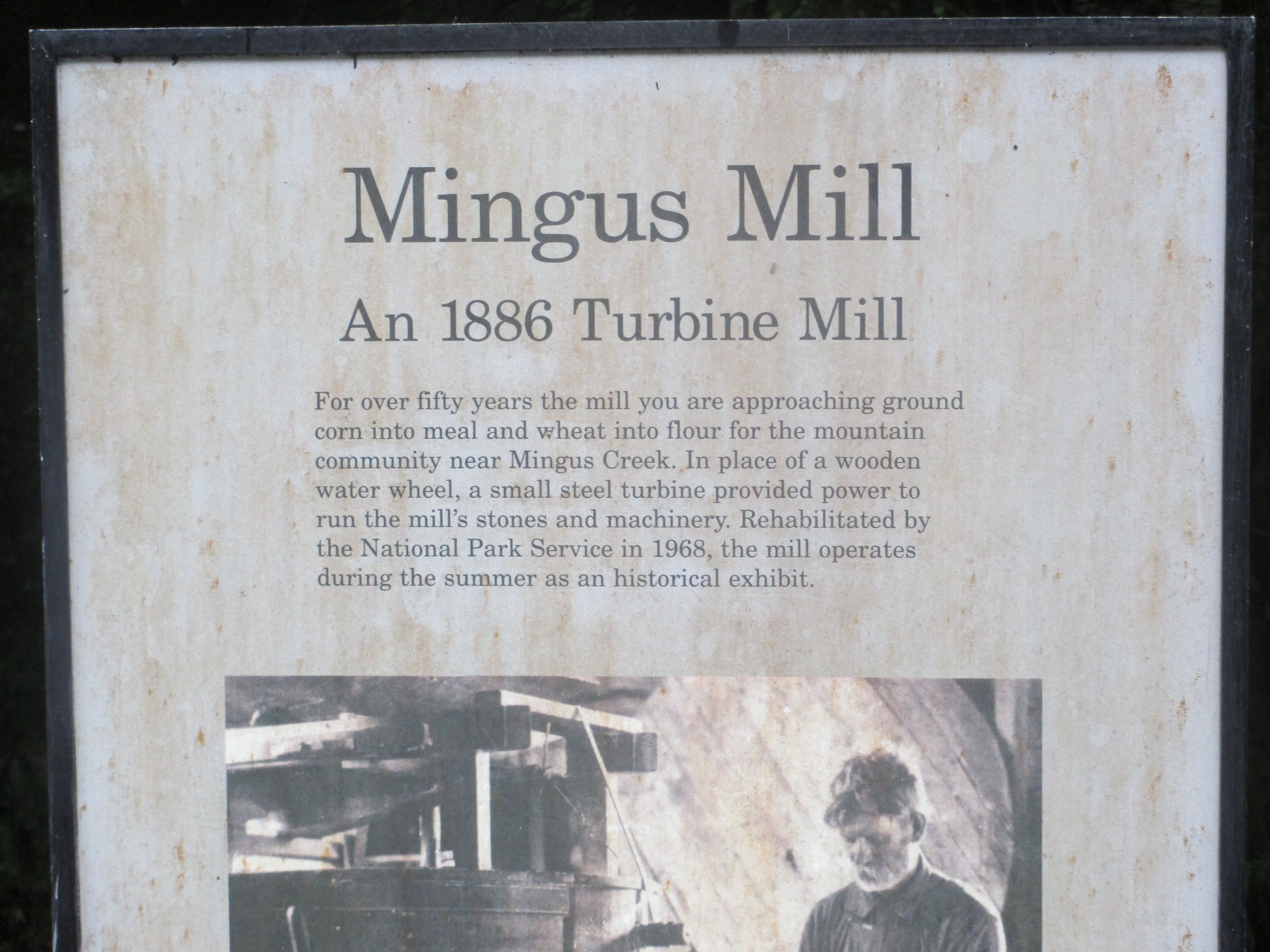
Historische Beschreibung
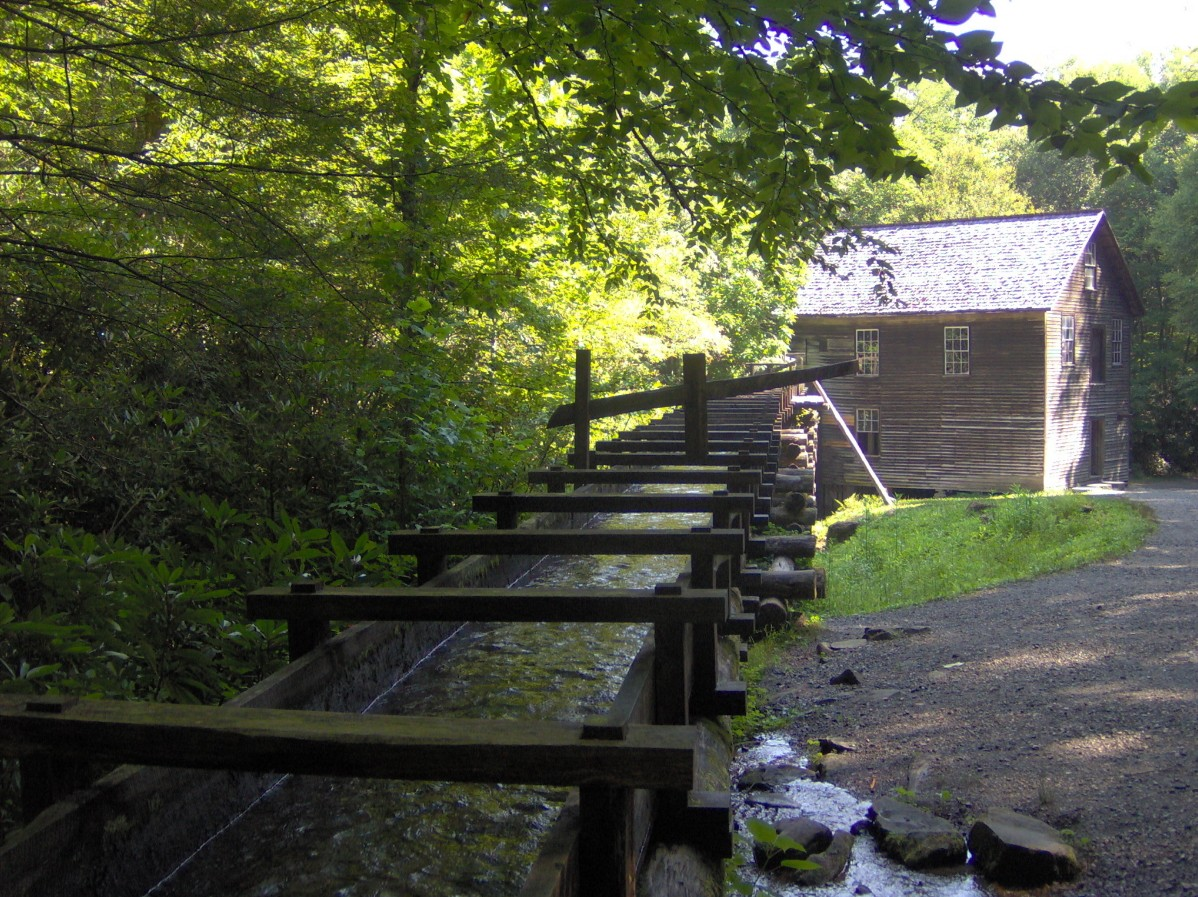
Mühle und Rinne
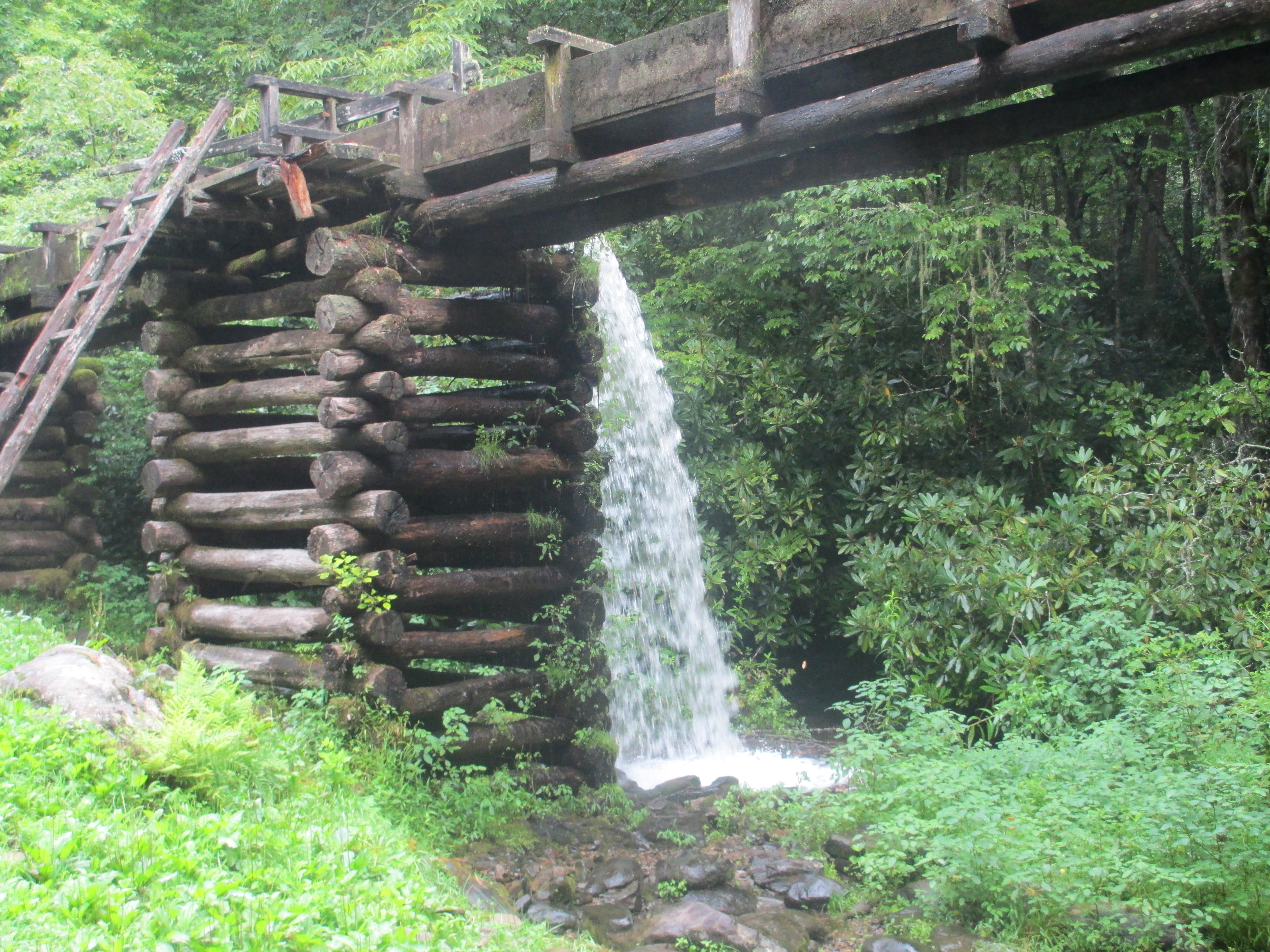
Rinne
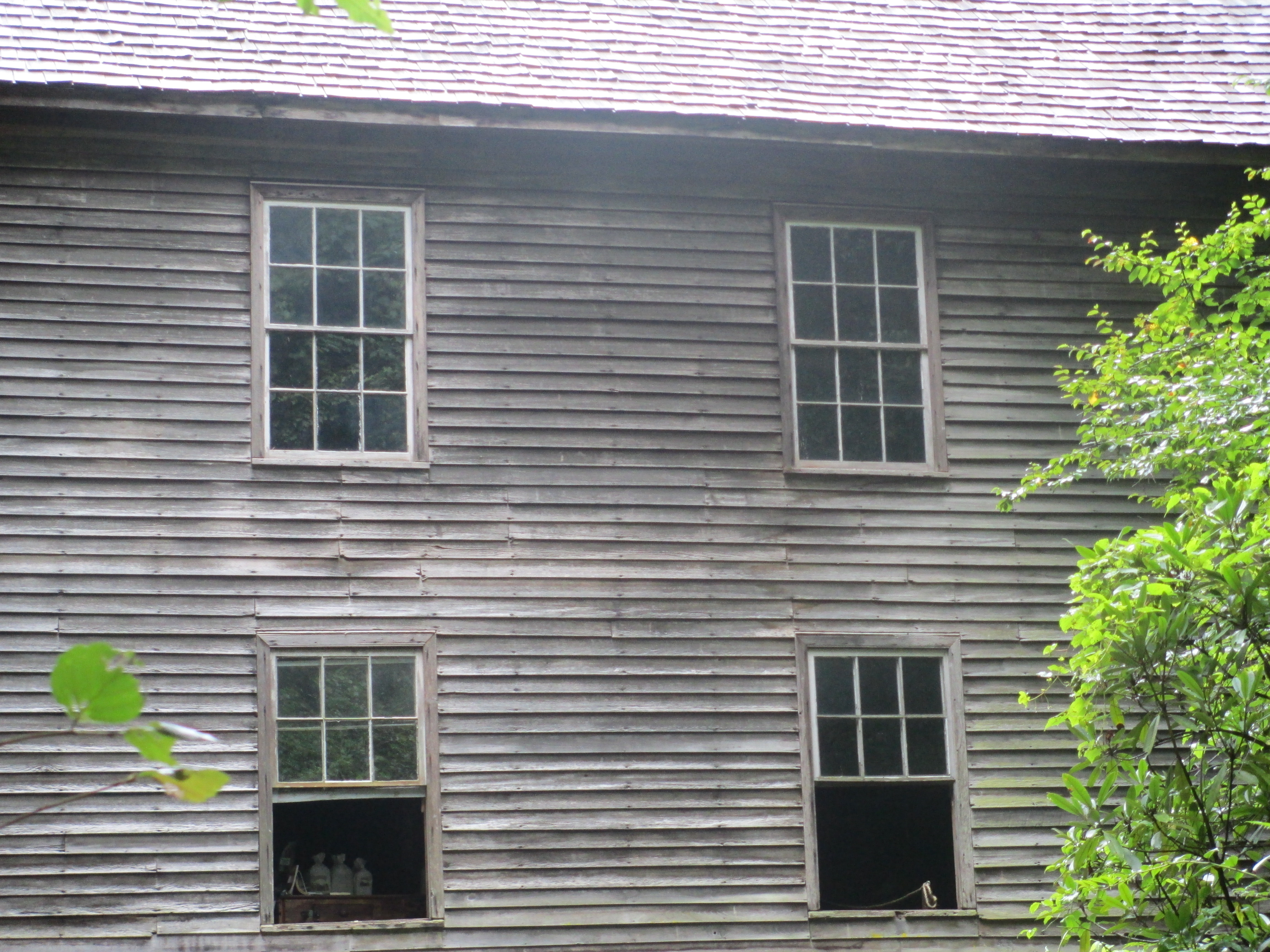
Außenansicht der Mühle
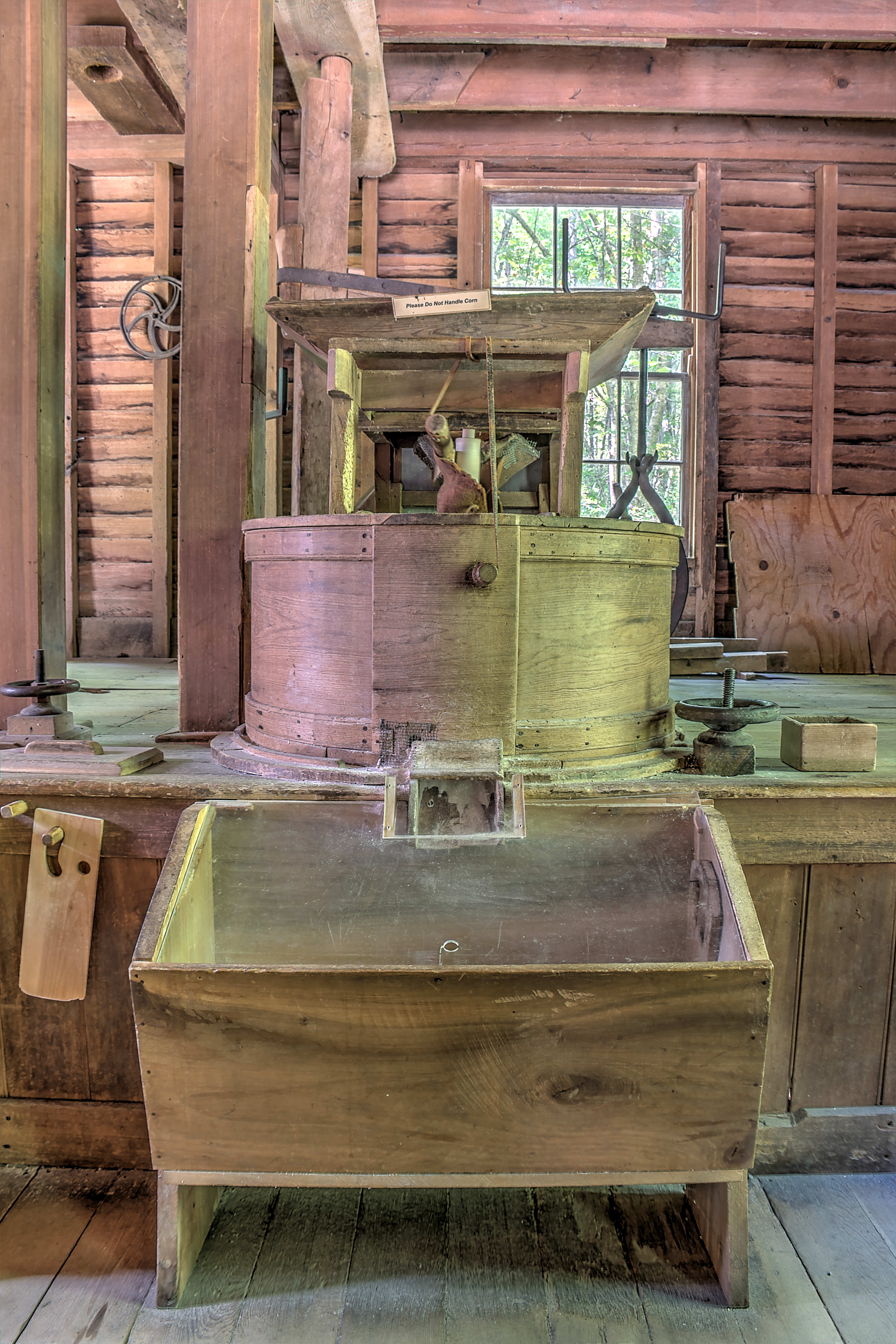
Funktionsfähige Getreidemühle
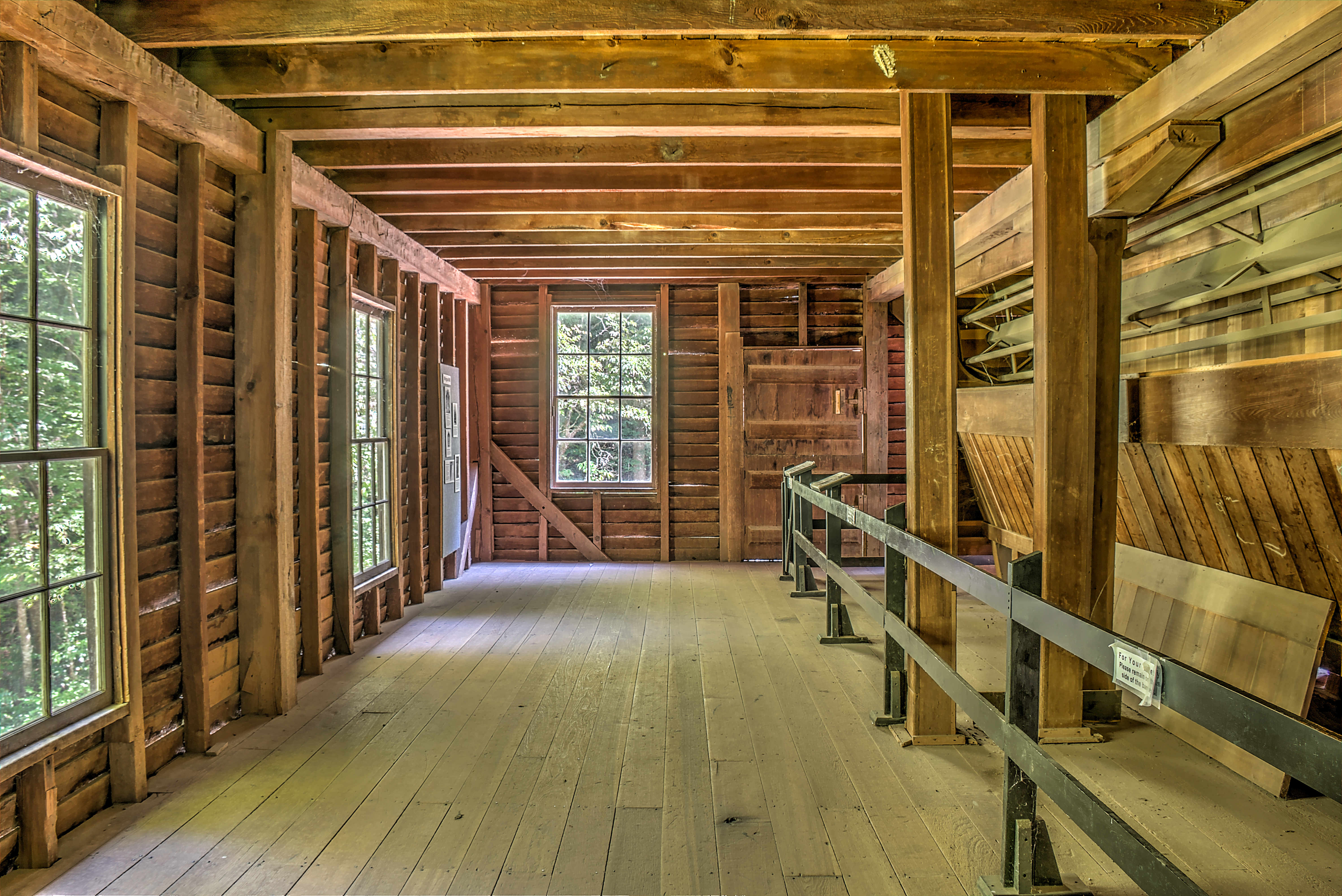
Obergeschoss der Mühle